# Tren de rodalia

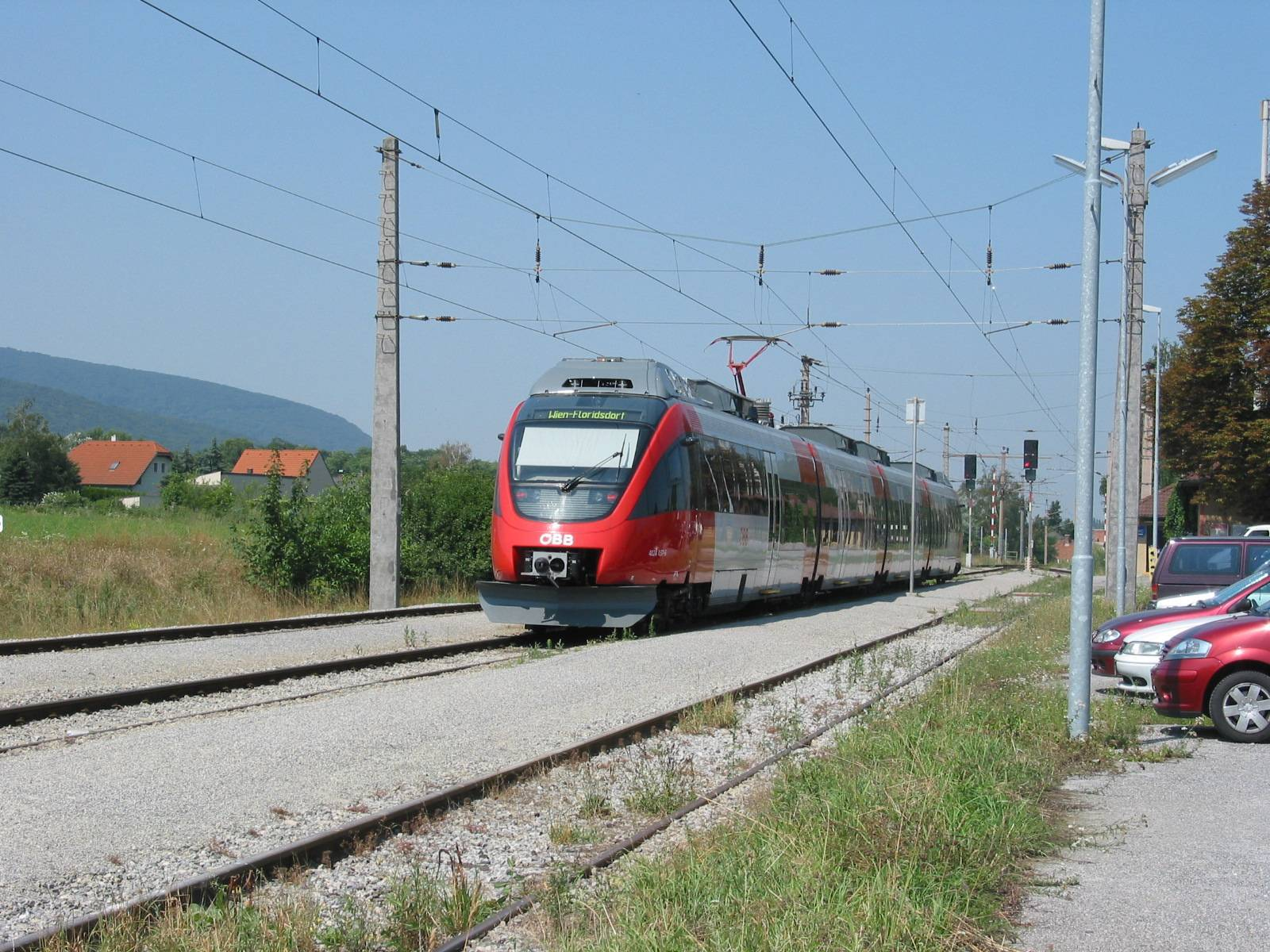
Tren de rodalia (S-Bahn) a Viena.

Un tren de rodalia o tren suburbà és un sistema de transports de passatgers de ferrocarril que presta servei en una ciutat i poblacions properes entre les quals hi ha un gran nombre de persones que viatgen cada dia.

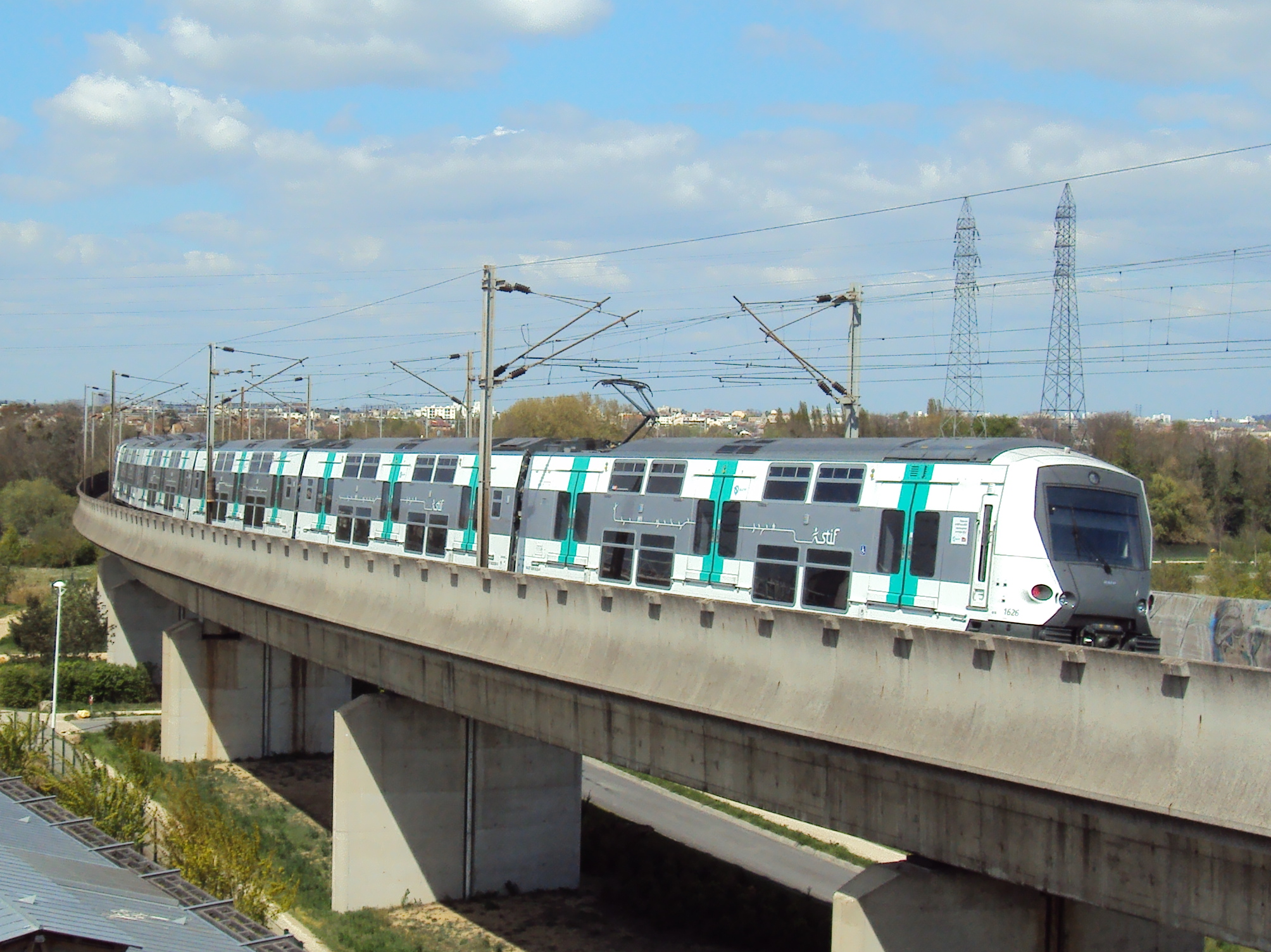
Tren de rodalia (RER) a París.

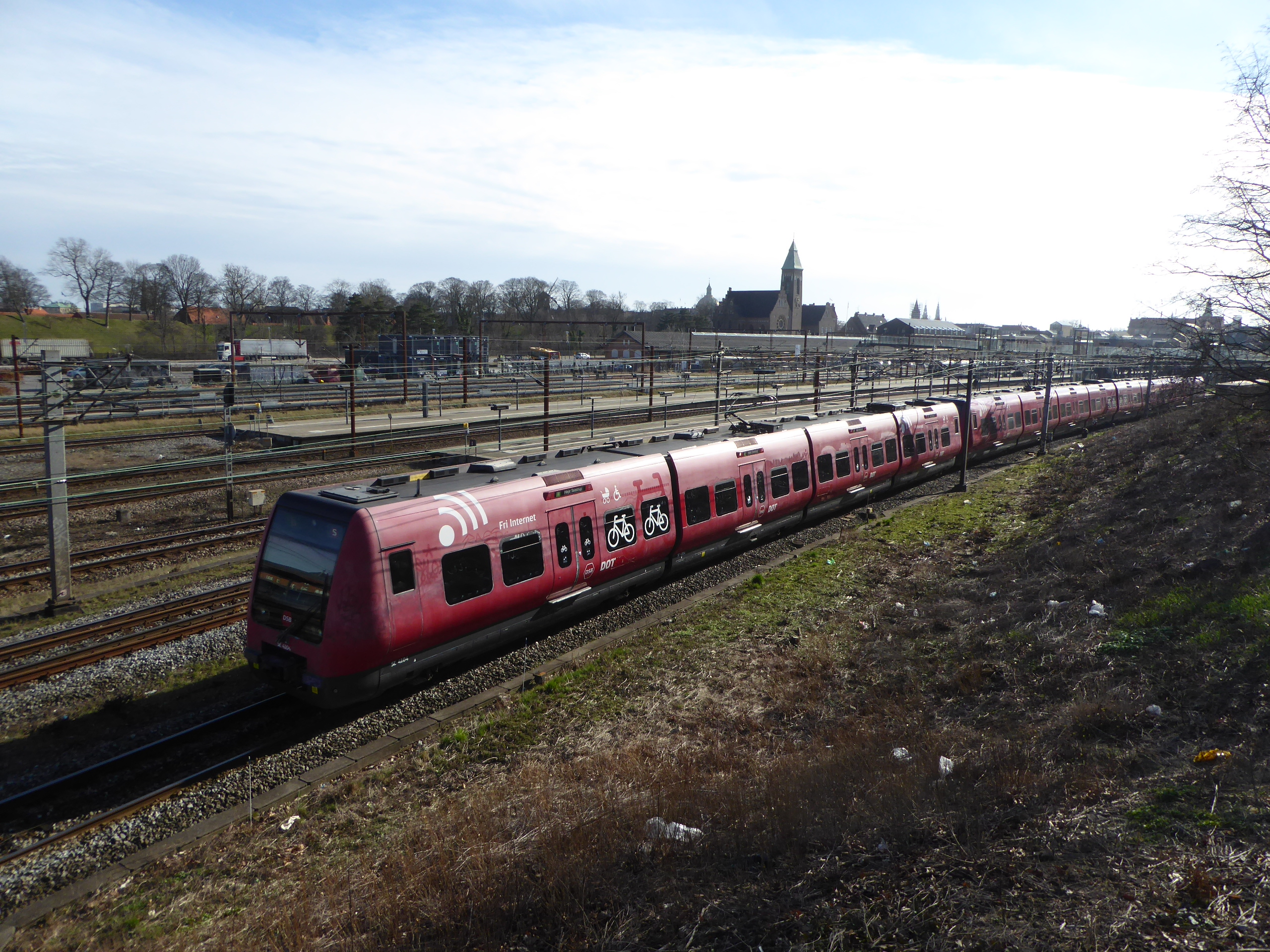
Tren de rodalia (S-trains) a Copenague.

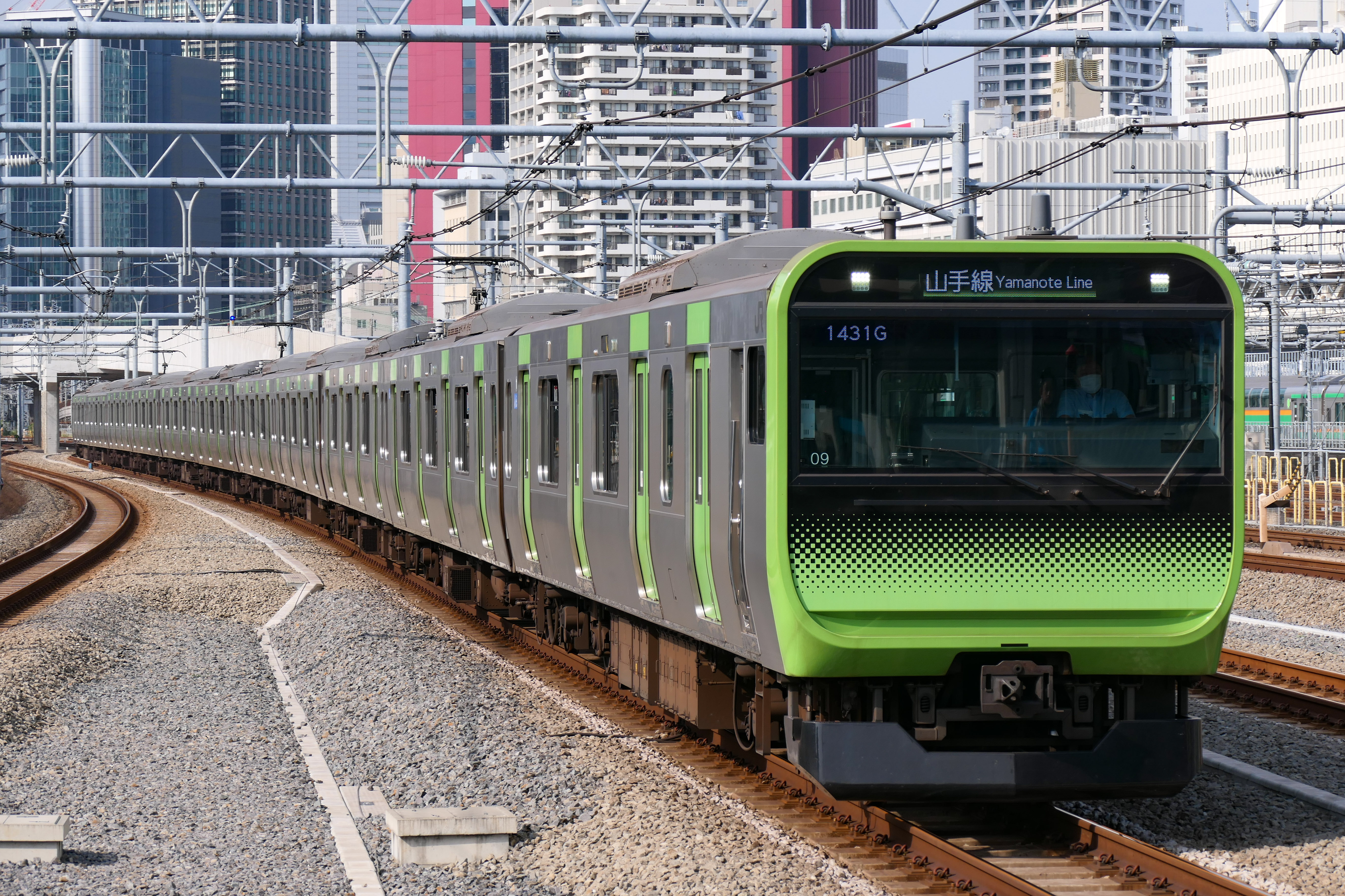
Tren a la línia Yamanote, una línia de rodalia del Japó.

## Nuclis de trens de rodalia

### Àfrica
- Sud Àfrica
- Marroc
- Tunísia

### Amèrica
- Buenos Aires
- Rio de Janeiro
- Santiago de Chile
- São Paulo
- Vancouver
- Long Island Rail Road

### Àsia
- Japó
- Mumbai Suburban Railway
- Chennai Suburban Railway

### Europa
- Beovoz
- S-Bahn
- RER
- Linee S
- Renfe Rodalies
- HÉV
- FGC

### Oceania
- CityRail
- Metro Trains Melbourne
- Queensland Rail
- Transperth Trains
- TransAdelaide